# Oblast Autônomo da Ossétia do Norte
Oblast autônomo da Ossétia do Norte foi um oblast autônomo da União Soviética.
Esse oblast autônomo foi criado em 7 de julho de 1921 a partir da República Autónoma Socialista Soviética da Montanha. Após a dissolução desta, o oblast autônomo tornou-se parte da República Socialista Federativa Soviética da Rússia. Em 5 de dezembro de 1936, seu estatuto aumentou para República Autónoma Socialista Soviética da Ossétia do Norte e após a dissolução da União Soviética esta foi incorporada pela República da Ossétia do Norte.